# Lepanthes fuertesii
Lepanthes fuertesii är en orkidéart som beskrevs av Henry August Hespenheide och Donald Dungan Dod. Lepanthes fuertesii ingår i släktet Lepanthes och familjen orkidéer. Inga underarter finns listade i Catalogue of Life.